# 2008年岩手、宮城內陸地震
岩手宮城內陸地震發生於2008年6月14日日本當地時間8時43分（協調世界時23時43分），震央位於岩手縣奧州市和宮城縣栗原市，即距離岩手縣縣厅盛岡市西南60公里。根據日本氣象廳的數據，此次地震的日本气象厅地震规模為7.2。至7月14日的8時00分，震度1以上的餘震有511次。其中最大餘震就是6月14日9時20分發生的M5.6的地震。根據日本氣象廳所公佈的地震正式名稱為平成20年（2008年）岩手・宮城內陸地震（英文名稱：The Iwate-Miyagi Nairiku Earthquake in 2008）。

## 概要

### 本震
- 地震時間：2008年6月14日 星期六 當地時間8時47分51秒
- 震源：岩手縣內陸南部
- 震源深度：約8km
- 震級：日本气象厅地震规模7.2
- 最大震度：6強 宮城縣栗原市一迫、岩手縣奥州市衣川區

### 餘震（震度5弱以上）
- 2008年6月14日 星期六 當地時間9時20分17秒
  - 震源：宮城縣北部
  - 震源深度：約10km
  - 震級：日本气象厅地震规模5.7
  - 最大震度：5弱 宮城縣大崎市鳴子

### 最大加速度
- 防灾科学技术研究所一关西观测点（岩手县一关市严美町祭畤）测得4022gal的加速度，被吉尼斯世界纪录认定为世界最大。

## 震度
下表列出了震度达到5弱以上的市町村。
| 震度 | 都道府县 | 市町村                                                                            |
| ---- | -------- | --------------------------------------------------------------------------------- |
| 6强  | 岩手县   | 奥州市                                                                            |
| 6强  | 宮城县   | 栗原市                                                                            |
| 6弱  | 宮城县   | 大崎市                                                                            |
| 5强  | 秋田县   | 湯澤市 東成瀨村                                                                   |
| 5强  | 岩手县   | 北上市 一关市 金崎町 平泉町                                                       |
| 5强  | 宮城县   | 加美町 涌谷町 登米市 美里町 名取市 仙台市宮城野区 仙台市若林区 利府町             |
| 5弱  | 秋田县   | 横手市 羽後町 美郷町 大仙市                                                       |
| 5弱  | 岩手县   | 遠野市 藤澤町 西和賀町                                                            |
| 5弱  | 宮城县   | 色麻町 角田市 岩沼市 藏王町 大河原町 川崎町 仙台市青葉区 仙台市泉区 石巻市 大衡村 |
| 5弱  | 山形县   | 最上町                                                                            |
| 5弱  | 福島县   | 新地町                                                                            |

## 影響
截至2009年6月9日，統計出這次地震造成的損失如下：
- 死亡：15人
- 失蹤：8人
- 受傷：448人
- 全毀的建筑物：23棟
- 一半損毀的建筑物：65棟
- 一部分損毀的建筑物：1,090棟
- 火災：4起

死者死亡原因分別為：落石2名，山泥傾瀉3名，泥石流5名，山泥傾瀉導致車輛埋沒1名、受到地震驚嚇跑出車道而發生交通事故1名；還有2人死亡原因不明。

## 预警
日本气象厅通过2007年10月始开始投入使用的全国性地震预警系统（紧急地震速报）发出预警，避免了严重人员伤亡。